# Călăuza
Călăuza (1979) (în rusă Сталкер, transliterat: Stalker) este un film științifico-fantastic produs de Mosfilm și regizat de Andrei Tarkovski după un scenariu de Arkadi și Boris Strugațki bazat pe romanul lor Picnic la marginea drumului din 1972. Alături de filmele sale Andrei Rubliov, Solaris și Oglinda, Călăuza este inclus periodic în listele cu cele mai bune filme din toate timpurile.

## Detalii tehnice
- Durata: 163 min.
- Anul difuzării: 1979.
- Color cu secvențe sepia.
- Scenariul: Andrei Tarkovski, Arkadi și Boris Strugațki, după romanul lor, Picnic la marginea drumului.
- Titlul originar al scenariului: Mașina dorințelor.
- Imaginea: Aleksandr Kniajinski.
- Decorurile: Andrei Tarkovski.
- Muzica: Eduard Artemiev și Maurice Ravel, Ludwig van Beethoven.
- Poezii de Arseni Tarkovski și de Fiodor Tiutcev.
- Director de producție: Larisa Tarkovskaia.
- Montajul: Ludmila Feighinova.
- Cu: Aleksandr Kaidanovski (călăuza), Anatoli Solonițîn (scriitorul), Nikolai Grinko (omul de știință), Alisa Freindlih (soția), Natașa Abramova, F. Iurna.
- Producător: Mosfilm.

## Rezumat
”Într-un viitor nedefinit, în urma vizitei pe Pământ a unei civilizații extraterestre, spațiul din jurul impactului navei intergalactice prezintă proprietați biofizice stranii și primejdioase; ca atare și, mai ales, datorită zvonului că în perimetru ar exista un presupus loc al împlinirii dorințelor, poliția interzice accesul. Se formează o nouă meserie, ilegală și plină de riscuri: aceea de călăuză în spațiul Zonei. Datorită pericolului închisorii și al multiplelor riscuri implicate, meseria este îmbrățișată de proscrișii societății. Protagonistul filmului este un astfel de ins. În decursul unei zile, el îi va călăuzi pe Scriitor și pe Fizician printre variatele puncte primejdioase ale rezervației, ambii mânați de ambiția de a obține genialitatea. Jocul orgoliilor, dar și al căinței, va face, însă, ca exact când vor ajunge în dreptul fântânii dorințelor, drumeții să nu mai fie în stare sa-și rostească cererea, conștientizând că nu mai au puterea de a dori cu adevărat - dar nu înainte ca Fizicianul să fi încercat să arunce în aer fântâna dorințelor. Cei trei se întorc în oraș. Călăuza, așteptat de soție și de fiica bolnavă, dezamăgit de obtuzitatea și de egoismul semenilor săi, hotărăște să se mute cu soția și cu fetița în perimetrul interzis”. (Elena Dulgheru, ”Tarkovski. Filmul ca rugăciune”, Arca Învierii, 2001, p. 252-253). 

## Lansare
A fost lansat în anul 1979 și a avut parte de succes comercial, fiind vizionat de 4,4 milioane de spectatori în cinematografele din Uniunea Sovietică.

## Analiza discursului politic
De la începutul cinematografului sovietic, bolșevicii au văzut în cea de-a șaptea artă un mijloc de propagandă pentru revoluție. Acest nou mijloc de exprimare este considerat o artă totală a maselor sau un limbaj cu posibilități infinite. Fenomenul nu era unul strict sovietic, dar optimismul lui se îmbina perfect cu reușita Revoluției din Octombrie. De aici, febra și elanul în Crucișătorul Potemkin (1925), în Omul cu camera a lui Dziga Vertov sau chiar în Fericirea (1934) al lui Alexandru Medvedchin.  Trebuie doar să privești succesiunea punerii in scena a lui Eisenstein pentru a putea descoperi unde are loc schimbarea în societate.
O dată cu introducerea sonorului, cinematograful revoluționar se schimbă în cinematograful în serviciul revoluției, didactic și, în curând, academic. Din păcate, între Ivan cel Groaznic (1945), ultima capodoperă a lui Eisenstein, și Călăuza (1978) de Andrei Tarkovski, cinematograful sovietic, în ciuda câtorva opere majore, ca cele ale lui Marc Donskoi, cunoaște un fel de amorțeală de treizeci de ani, sub supravegherea lui Jdanov.
În Călăuza,  trei personaje bat cărările unui univers de noroi și metale ruginite, „zona”, pentru a ajunge într-o cameră din centrul sau în care nimeni nu cutează să pătrundă. După întrebarea pusă de Eisenstein istoriei în ultimul său film, parcursul metafizic al acestor oameni este, de asemenea, o parabolă arătând în ce mocirlă s-a înfundat Uniunea Sovietică 
În acei ani de confuzie numai arta putea fi un mijloc de a părăsi timpul subiectiv, de a face omul privat de libertăți să-și găsească un refugiu, de a salva ceea ce se mai putea din conștiința umana. Din toate artele, cea mai nouă dintre ele, cinematograful, putea să arate omului săturat de doctrină și ură o poartă de ieșire spre realitatea vestică, spre realitatea umană. 
Cinematograful a putut întodeauna să provoace aceleași stări oamenilor diferiți din punct de vedere intelectual și să simplifice relațiile dintre indivizi: „Filmul este un lucru în sine, un mod de viață… filmul are mai multe posibilități decât proza, posibilitatea  filmului de a intra adânc în substanța omului.”
Filmul Călăuza de Andrei Tarkovski este cel mai bun exemplu de îmbinare a metaforei cu o realitate lipsită de divinitate. 
Călăuza este, fără îndoială, cel mai profund film al lui Tarkovski, el singur recunoscând acest lucru, deoarece pentru el fantasticul este doar o aparență-esență, nu are nici o legătură cu fantasticul - iar în filmul Solaris, regizorul admite că a pus un accent mult prea mare pe fantastic, încercând să îl excludă cât mai mult în Călăuza. Din păcate, nu va mai atinge acest nivel de  excelență artistică al ultimului film făcut în patrie în creațiile sale din Occident, când balanța dintre denotativ și conotativ se va dezechilibra. Momentul intrării regizorului în lumea cinematografică era unul favorabil. După crearea, în anii  '20, a așa-numitei „școli clasice sovietice”, are loc o decădere puternică în anii '30, influențată de imperativele ideologice ale epocii, consfințite de Congresul Scriitorilor Sovietici din 1934. Realismul socialist pune la zid „cinematograful poetic” al școlii clasice, în numele așa numitului „cinematograf narativ”, devenit simplă unealtă de ilustrare a obiectivelor politice ale momentului. În plus, criza economică din timpul imediat de după război a impus și însemnate limitări cantitative ale producției de film. Primele semne de revigorare apar după moartea lui Stalin, în 1953. Din 1956, dupa Congresului al XX-lea al P.C.U.S  se ia decizia creșterii producției  cinematografice. Raportul secret a lui Nikita Hrușciov critică autoritarismul lui Stalin, demascând cultul personalității: „Să ne referim la filmele noastre istorice, e dezgustător… totul este prezentat națiunii sub un fals decor contrar adevărului istoric. Cei ce au purtat războiul sunt absenți din film.”
Dar o dată cu „dezghețul” s-a produs și un fenomen calitativ. Generația venită de pe front a adus un suflu proaspăt în toate domeniile artei, înnoind, la cumpăna deceniilor  cinci și șase, atât tematica, cât și mijloacele de expresie literară, plastică, filmică. Noua generație începe să-și arate primele roade. În 1956, filmul regizorului Grigori Ciuhrai Al 41-lea își permite o altă punere în discuție, departe de cea oficială, a zbuciumatei perioade a Razboiului Civil și a Revoluției Socialiste. La numai un an, în 1958, pelicula Zboară cocorii a lui Mihail Kalatozov incendia ecranele țării, entuziasmând juriul de la Cannes. „Dezghețul” din cinematografia sovietica se sincroniza perfect cu „noile valuri”, se renunța la arsenalul mijloacelor retorice, lăsând loc spațiului natural, într-o deschidere generală către firesc, către sinceritate, către cotidian.

## Vezi și
- Listă de filme sovietice din 1979
- 1979 în științifico-fantastic